# Гастрин
Гастринът при хората е пептиден хормон, който стимулира секрецията на стомашна киселина (HCl) от париеталните клетки на стомаха и подпомага стомашната моторика. Той се освобождава от G-клетките на стомаха, дванадесетопръстника и панкреаса. Свързва се с рецепторите на холецистокинин B, за да стимулира отделянето на хистамин в ентерохромафин подобни клетки и предизвиква интегрирането на K+/H+ ATPазни помпи в апикалната мембрана на париеталните клетки (което на свой ред увеличава H+ освобождаване). Отделянето му се стимулира от наличието на пептиди в лумена на стомаха.

## Откриване
Съществуването му за първи път е предложено през 1905 г. от британския физиологДжон Сидни Едкинс, а гастрини са изолирани през 1964 г. от Родериг Алфред Грегъри и Трейси в Ливърпулския университет. През 1964 г. е определена структурата на гастрина.

## Характеристика

### Генетика
GAS генът е разположен върху дългото рамо на седемнадесета хромозома(17q21).

### Синтез
Гастринът е линеен пептиден хормон, произвеждан от G клетки на дванадесетопръстника и в пилорната празнина на стомаха. Той се секретира в кръвта. Гастрин се намира предимно в три форми:
- гастрин-34 („голям гастрин“)
- гастрин-17 („малък гастрин“)
- гастрин-14 („минигастрин“)

Също така е изкуствено синтезирани, пет аминокиселинна последователност пентагастрин, идентичен с последните пет аминокиселини в C-крайната края на гастрин.
Номерата показват броя на аминокиселините.

### Освобождаване
Гастрин се освобождава в отговор на определени стимули. Те включват:
- Изпълване на стомаха.
- Вагусова стимулация (медиирана от неврокринен бомбесин или GRP при хора).
- Наличието на частично усвоени протеини, особено аминокиселини.
- Хиперкалциемия.

Гастриновото освобождаване се инхибира от:
- Наличието на киселина (основно секретирана HCl) в стомаха (отрицателна обратна връзка).
- Соматостатин също инхибира освобождаването на гастрин, заедно със секретин, GIP (гастроинхибиторен пептид), VIP (вазоактивен интестинален пептид), глюкагон и калцитонин.

### Функция
Наличието на гастрин стимулира париеталните клетки на стомаха да отделят солна киселина (HCl), стомашна киселина. Това се осъществява както пряко чрез париеталните клетки, така и косвено чрез свързване на рецепторите на холецистокинин B на ентерохромафин подобни клетки в стомаха, които след това реагират чрез освобождаването на хистамин, който на свой ред действа върху париеталните клетки на паракринен принцип, като ги стимулира да отделят H+ йони. Това е основният механизъм за секреция на киселина от париеталните клетки.
Заедно с горепосочената функция, е доказано, че гастрин има и допълнителни функции:
- Стимулира съзряването париеталните клетки.
- Предизвиква главните клетки да отделят пепсиноген, неактивна форма на храносмилателната ензима пепсин.
- Увеличава мобилността на мускулите и предизвиква стомашни контракции.
- Засилва контракциите срещу пилора и отпуска пилорния сфинктер, което стимулира изпразването на стомаха.
- Играе роля в за релаксация на илеоцекалния клапан.[8]
- Предизвиква панкреатична секреция и изпразването на жлъчния мехур.[9]
- Въздейства на долния езофагеален сфинктер, карайки го да се отпусне.[10] Имайки това предвид, високи нива на гастрин могат да играят роля в развитието на някои от най-често срещаните нарушения на кардията, като например болестта на киселинен рефлукс.

### Фактори, влияещи върху секрецията

#### Стомашни
- Стимулиращ фактори: хранителен протеин и аминокиселини (месо), хиперкалциемия (т.е. по време на стомашната фаза).
- Инхибиращ фактор: киселинност (рН под 3) – отрицателна обратна връзка, постига се чрез освобождаването на соматостатин от δ клетки в стомаха, който инхибира гастрин и освобождаването на хистамин.

#### Паракринни
- Стимулиращ фактор: бомбесин.
- Инхибиращ фактор: соматостатин – действа на соматостатин-2 рецепторите на G клетки. Действа паракринно чрез локална дифузия в междуклетъчните пространства, но също така и системно чрез освобождаването му в кръвообращението на лигавица, той потиска киселинната секреция, като действа на париеталните клетки.

#### Нервен
- Стимулиращ фактор: бета-адренергичните агенти, холинергичните агенти, гастрин-освобождаващ пептид (GRP).
- Инхибиращ фактор: ентерогастрален рефлекс.

#### Циркулация
- Стимулиращ фактор: епинефрин.
- Инхибиращ фактор: стомашен инхибиторен пептид (GIP), секретин, соматостатин, глюкагон, калцитонин.